# Othello (1965)
Othello ist ein Film aus dem Jahre 1965. Er basiert auf einer Inszenierung der National Theatre Company (1964–1966) von Shakespeares Othello von John Dexter. Regisseur war Stuart Burge und die Darsteller waren Laurence Olivier, Maggie Smith, Joyce Redman und Frank Finlay, die alle eine Oscarnominierung für den Film erhielten. Derek Jacobi und Michael Gambon hatten in dem Film ihr Debüt. Der Film kam am 15. Dezember 1965 als 35 mm Film in die US-Kinos. Am 2. Mai 1966 war die Royal Premiere in London und am Tag darauf kam der Film in alle britischen Kinos.

## Hintergrund
Der Film hält sich größtenteils an das Originalstück von Shakespeare. Er behält auch die Reihenfolge der Szenen bei. Einzig bei der Narrensszene gibt es eine größere Abweichung. Einige Nebenhandlungen wurden auch weggelassen.
Für den Film wurden vergrößerte Bühnenbilder der ursprünglichen Theaterinszenierung verwendet. Die Geldgeber, die vorherige Shakespeareverfilmungen mit Laurence Olivier unterstützt hatten, waren 1965 verstorben. Deshalb war das Geld für aufwändige Kulissen oder Dreharbeiten vor Ort nicht vorhanden. Bereits 1955 wollte Olivier eine Filmversion von Macbeth drehen, war aber ohne Erfolg. Die National Theatre Company hatte bereits eine Verfilmung von Tschechows Uncle Vanya (1963) produziert und produziert auch Strindbergs The Dance of Death (1969). Der Othello mit Olivier war die erste englischsprachige Verfilmung in Farbe. 1955 hatte es bereits einen russischen Farbfilm gegeben. Es war die zweite große Verfilmung nach Orson Welles (1952).
Von allen Shakespearefilmen von Olivier ist es derjenige mit der wenigsten Musik. Jago und die anderen Soldaten singen in der Szene ein Trinklied und in einer anderen sind Musiker zu sehen, die auf exotischen Instrumenten spielen.

## Rezeption
Olivier spielte den Othello mit Blackface. Zusätzlich sprach Olivier einen exotischen Akzent mit tiefer Stimme und entwickelte einen speziellen Gang. Der Kolumnist Inez Robb verglich den Auftritt abfällig mit Al Jolson in The Jazz Singer. Die Filmkritikerin Pauline Kael schrieb über die Produktion und Oliviers Darstellung einer ihrer glühendsten Kritiken. Sie meinte die großen Studios sollten sich schämen, dass sie Olivier so wenig Geld für die Produktion zur Verfügung stellten, dass sich die Zuschauer mit einer gefilmten Bühnenproduktion begnügen mussten. John Simon war mit der Interpretation des Filmes nicht einverstanden.
Othello war der bisher einzige Shakespearefilm, in dem alle Hauptrollen für einen Oscar nominiert wurden. Finlay (Jago) war als Bester Nebendarsteller nominiert, obwohl er 1117 Zeilen zu sprechen hatte und Olivier nur 856. Allerdings war Olivier drei Minuten länger als Finlay zu sehen.

## Auszeichnungen (Auswahl)
- 1966 – Oscar
  - Nominierung als Bester Hauptdarsteller für Laurence Olivier
  - Nominierung als Bester Nebendarsteller für Frank Finlay
  - Nominierung als Beste Nebendarstellerin für Joyce Redman
  - Nominierung als Beste Nebendarstellerin für Maggie Smith
- 1966 – Golden Globe Award
  - Nominierung als Bester Ausländischer Film (Vereinigtes Königreich)
  - Nominierung als Beste Schauspielerin in einem Drama für Maggie Smith
  - Nominierung als Beste Nebendarstellerin für Joyce Redman
  - Nominierung als Bester Nebendarsteller für Frank Finlay
- 1967 – British Academy Film Award
  - Nominierung als Bester Nachwuchsschauspieler für Frank Finlay